# 现代大道
现代大道是苏州工业园区的主要东西向道路之一，西起东环路，经金鸡湖大桥穿越金鸡湖，东到沪宁高速公路苏州工业园区出口。此路连接苏州工业园区人口最密集的商业区和住宅区。
原分为“苏春西路”、“苏春中路”、“苏春东路”三段，因沿途景观、建筑均为现代化示范，2002年统一合为现代大道。